# Cryptotis colombiana
Cryptotis colombiana és una espècie de mamífer de la família de les musaranyes (Soricidae) endèmic de Colòmbia, on se'l coneix de la Serralada Oriental al departament d'Antioquia, a elevacions d'entre 1.750 i 2.800 m. Viu en boscos de l'estatge montà i àrees cultivades. S'assembla a C. brachyonyx.